# 9720 Ulfbirgitta
A 9720 Ulfbirgitta (ideiglenes jelöléssel 1980 FH1) a Naprendszer kisbolygóövében található aszteroida. Claes-Ingvar Lagerkvist fedezte fel 1980. március 16-án.
Nevét Ulf és Birgitta Heyman után kapta, akik a felfedezőnek, és a felfedező feleségének régi barátai voltak. Ulf ötvenedik születésnapján ünnepelték a névadást.